# Souza (ur. 1975)
José Ivanaldo de Souza (ur. 6 czerwca 1975 w Itai) – brazylijski piłkarz, występujący na pozycji ofensywnego pomocnika.

## Kariera klubowa
Souza rozpoczął piłkarską karierę w América Natal w 1991 roku. Z Ameriką dwukrotnie zdobył mistrzostwo stanu Rio Grande do Norte – Campeonato Potiguar w 1991 i 1992 roku. W latach 1993–1994 występował w Rio Branco Americana, z którego trafił do Corinthians Paulista. Z Corinthians zdobył mistrzostwo stanu São Paulo – Campeonato Paulista w 1995 oraz Puchar Brazylii 1995 roku.
Z Corinthians odszedł w 1998 roku do lokalnego rywala São Paulo FC. Z São Paulo zdobył mistrzostwo stanu São Paulo – Campeonato Paulista w 2000 roku. 2001 rok spędził w Athletico Paranaense, z którym zdobył mistrzostwo Brazylii 2001. 2002 rok spędził w Clube Atlético Mineiro. W 2003 roku wyjechał do Rosji do Krylii Sowietow. W klubie z Samary grał do połowy 2005 roku, po czym powrócił do Brazylii do CR Flamengo.
W 2006 roku powrócił do Amériki Natal. W Americe grał do 2009 roku, z krótką przerwą na grę w Atlético Mineiro. W 2007 roku Souza awansował z Ameriką do pierwszej ligi, z której w następnym sezonie spadł do drugiej ligi. W 2009 zakończył piłkarską karierę, lecz w 2011 zdecydował się na powrót na boisko w barwach Ameriki.

## Kariera reprezentacyjna
Souza ma za sobą powołania do reprezentacji Brazylii, w której zadebiutował 22 lutego 1995 w wygranym 5-0 towarzyskim meczu z reprezentacją Słowacji. W tym samym roku Leandro uczestniczył w Copa América 1995, na którym Brazylia zajęła drugie miejsce, przegrywając w finale w karnych z Urugwajem. W turnieju w Urugwaju był rezerwowym i nie wystąpił w żadnym spotkaniu. Ostatni raz w reprezentacji zagrał 27 września 1995 roku w towarzyskim meczu z Rumunią.
W 1996 roku Souza uczestniczył w Złotym Pucharze CONCACAF, na którym Brazylia zajęła drugie miejsce po porażce w finale z Meksykiem. Na tym turnieju Souza był rezerwowym i nie wystąpił w żadnym spotkaniu. Miesiąc później uczestniczył z reprezentacją olimpijską w eliminacjach do Igrzysk Olimpijskich w Atlancie. Na turniej do USA jednak nie pojechał.